# Rupert Degas
Rupert Joel Degas (nacido el 17 de agosto de 1970) es un actor, imitador y artista de voz británico y australiano. Es mejor conocido por su trabajo de voz en animación, audiolibros y publicidad.

## Primeros años y educación
Degas nació el 17 de agosto de 1970 en Londres, hijo del productor y guionista Brian Degas y de la presentadora de radio y televisión Maggie Clews. Estudió en Hill House School en Knightsbridge y en Emanuel School en Wandsworth.

## Carrera

### Animación
Conocido como las voces de Zoomer y Scrambler en Bob the Builder de 2004 a 2011, sus otros trabajos de animación incluyen Pollitos Kung Fu, Robotboy, Thomas y sus amigos Lucky Fred, Groove High y The Amazing World of Gumball. También interpretó varios personajes en la película animada Planet 51. Además trabajó en películas como Astérix en América y A Fox's Tale, así como en cortometrajes animados como Cherry on the Cake, Fish with Legs y Badgered.
Tras mudarse a Australia en 2012, Degas ha prestado vices para The Wild Adventures of Blinky Bill, Kitty Is Not a Cat, The Strange Chores, La abeja Maya: Los juegos de la miel, Bluey, Alien TV, Kangaroo Beach, 100% Wolf, Peter Rabbit 2: The Runaway y My Freaky Family. También narro tres episodios de La rueda del tiempo.

### Narración de audiolibros
Degas ha narrado más de 300 audiolibros. Ha recibido especial reconocimiento de la crítica por sus interpretaciones de El nombre del viento de Patrick Rothfuss, y Skulduggery Pleasant de Derek Landy. Degas dice de los audiolibros: «Hago acentos. Es mi especialidad». The Guardian calificó sus interpretaciones vocales de «transformistas». En 2022, Degas fue incluido como Voz de Oro por la revista AudioFile.

## Cine y televisión
La primera aparición cinematográfica de Degas fue en Reunion de Jerry Schatzberg, seguida de apariciones en televisión en Dead Romantic, Over Here, A Touch of Frost y Passport to Murder. Otras de sus apariciones notables en televisión incluyen EastEnders, Lovejoy, Van der Valk, Waiting For God, Lycée Alpin, Holby City, Love Soup, Shoot the Messenger, Nathan Barley, y Enano Rojo. Degas también prestó su voz al demonio tanto en El exorcista: el comienzo, así como en la película de 2013 Posesión infernal.

### Teatro
Habiendo sido un actor regular de Newsrevue en el Canal Café Theatre y en el Edinburgh Fringe, Degas hizo su debut en el teatro del West End en Stones in His Pockets en el Duke of York's Theatre y el New Ambassadors Theatre, y luego en el elenco original londinense ganador del premio Olivier de The 39 Steps en el Tricycle Theatre antes de transferirse al Criterion Theatre en Piccadilly Circus. También ha actuado en varias obras en The Battersea Arts Centre, Latchmere Theatre y The Southwark Playhouse.

### Radio y pódcast
En la radio, Degas ha actuado en más de ochenta obras y series, entre las que destaca Grovers Mill y las producciones de la BBC de The Brightonomicon, Dirk Gently, Guía del autoestopista galáctico, y Starship Titanic. También interpretó a Pantalaimon en la producción de audio con elenco completo de La materia oscura.

## Filmografía

### Películas
- 1989: Reunion como Muller
- 1993: Passport to Murder como Georges
- 1994: Fatherland como narrador
- 1995: The Short Walk como prisionero francés
- 1996: Over Here como Denny
- 2004: El exorcista: el comienzo como Pazuzu (voz)
- 2006: Dark Corners como Needletooth (voz)
- 2006: Shoot the Messenger como Mark
- 2009: Starsuckers como narrador
- 2009: Die Päpstin como Anastasio (voz)
- 2013: Posesión infernal como El Demonio (voz)
- 2021: Peter Rabbit 2: The Runaway como Samuel Whiskers, Cerdito Robinson, Entrenador Von Stauffenmouse y Kennedy St. Squirrel[38]

### Series
- 2002–2004: Mr. Bean como Voces adicionales
- 2002–2011: Bob the Builder como Scrambler, Zoomer, Gripper, Flex, Sandy Beach, Dickie Olivier, Skip, Tom
- 2006–2008: Skatoony como Chudd Chudders, Tony Eagle-Eyes
- 2006–2008: Robotboy como Gus Turner, Constantine, Klaus von Affenkugel, Kurt
- 2006: Pollitos Kung Fu como Bubba, Itchi
- 2008–2010: The Amazing World of Gumball como Tobias Wilson, Sr. Gaylord Robinson, Clayton, Felix, Bola de Papel, Alan Keane, Idaho, Colin, Gary Hedges, Sal Pulgar Izquierdo, Hombre Clipboard, Lenny Smith, Charlie, Albert (temporada 1)
- 2010–2012: Thomas y sus amigos como Dart, Bertie, Butch, Flynn (temporadas 15-16)
- 2011–2012: Lucky Fred coml Fred, Super Comandante, Wally K
- 2011: Groove High como Duke, Dr. Khan
- 2015: The Wild Adventures of Blinky Bill como Pablo, Bandi, Eddie
- 2017–2022: The Strange Chores como Barbarian, Frankie
- 2018–2020: Kitty Is Not a Cat como Happy, Ming, Sr. Clean, Pierre, Harold Stinkleton, Juez, Yeahno
- 2019: Alien TV como El Traductor
- 2019–2023: 100% Wolf como Gunnolf, The Doog, Maurice, Claude, Lord Hightail, Hans Beowulf, Kenjo
- 2019–2022: Bluey as Botón Si/No, Voz en tráiler de película
- 2020–2023: Kangaroo Beach como Big Trev, Gherkinn, Roadie
- 2022–2024: Ginger and the Vegesaurs como Wasabi

### Películas animadas
- 1994: Astérix en América como Hechicero,[39][40] Cocinero,[41] Esautomátix, Vigía pirata, Jefe indio, Legionarios, Galos, Piratas, Esclavo de galeras y Senadores (doblaje en inglés)
- 2004: Badgered como Tejón, Cuervos
- 2008: A Fox's Tale como Rufus, Ché, Dizzy
- 2009: Planet 51 como Jefe Gorlock
- 2011: Thomas & Friends: Day of the Diesels como Dart, Flynn
- 2016: La abeja Maya: Los juegos de la miel como Beegood
- 2018: Buñuel en el laberinto de las tortugas como Luis Buñuel (doblaje en inglés)
- 2020: 100% Wolf como Hotspur Lupin
- 2024: My Freaky Family como Volos, Wormtrain, Knucklehead

### Doblaje en anime
- 1994: Urotsukidoji
- 1994: Magia Negra
- 1994: Kekko Kamen
- 1994: Adventure Duo
- 1994: Gigolo
- 1996: X